# جون هانكوك (رجل أعمال)
جون هانكوك (بالإنجليزية: John Hancock)‏ (مواليد 1976 باسم جون لانجلي هايوارد) هو رجل أعمال أسترالي. وهو ابن جينا رينهارت وحفيد قطب التعدين الراحل لانغ هانكوك.